# Pismo analityczne
Pismo analityczne, pismo przejściowe – jedno z pośrednich stadiów rozwoju pisma. Stanowi etap pomiędzy pismem ideograficznym a fonetycznym. Choć było w użyciu ponad trzy tysiące lat, niemniej nazywane jest pismem przejściowym. Do pism analitycznych zaliczane są starożytne pisma Mezopotamii, Egiptu, Krety czy Hetytów, będące początkowo niemal w całości ideograficznymi, ale już z elementami ułożenia symboli w różnych kombinacjach. Jedynym współcześnie używanym pismem analitycznym jest pismo chińskie.